# Eddie McCreadie
Edward Graham "Eddie" McCreadie (Glasgow, 1940. április 15. –) skót labdarúgó, balhátvéd, pályafutásának nagy részét az angol Chelsea-nél töltötte. Később a csapat edzője is lett.

## Pályafutása
McCreadie pályafutását az amatőr skót csapatnál, a Drumchapel-nél kezdte, majd a Clydebank Juniors tagja volt. 1959-ben igazolt az East Stirling csapatához. Miután elutasította a Fulham ajánlatát, 1962-ben aláírt a Chelsea-hez; az akkori menedzser, Tommy Docherty 5000 fontért igazolta le, hogy erősítse az éppen feljutásért küzdő csapatot. A klub végül felkerült a másodosztályból az élvonalba, McCreadie pedig az elkövetkező tíz évben a védősor alapemberévé vált.
A tehetséges hátvéd az 1960-as és 1970-es évek látványos fociját játszó csapatban olyan labdarúgók mellett játszott, mint Ron Harris, Bobby Tambling, Peter Osgood és Charlie Cooke. Bár csupán öt gólt szerzett a Chelsea-ben az ott töltött hosszú idő alatt, ő lőtte az emlékezetes győztes gólt a Ligakupa döntőjében 1965-ben. A mérkőzésen 80 méteren keresztül cselezett, majd belőtte a labdát a Leicester City kapusa, Gordon Banks mellett. Ezzel 3–2-re nyerték az első mérkőzést, amivel meg is nyerték a trófeát, mivel a visszavágón, a Filbert Streeten 0–0-t játszott a két csapat.
Miután sorra magas helyeken végeztek a bajnokságban, és a kupákban (1967-ben az FA-kupa döntőjét vesztették el), McCreadie 1970-ben végre ismét kupagyőzelmet ünnepelhetett a Chelsea-vel: megnyerték az FA-kupát. A döntő visszavágóján David Webb az ő bedobásának köszönhetően szerezte meg a győztes találatot a Leeds United ellen az Old Traffordon. A következő szezonban a csapat megnyerte a Kupagyőztesek Európa-kupáját, azonban McCreadie-nek sérülés miatt ki kellett hagynia az athéni döntőt. A játékos összesen 410 mérkőzésen lépett pályára a londoni Kékeknél.
McCreadie ugyancsak tagja volt a skót válogatottnak; 1965 és 1969 között 23 mérkőzésen lépett pályára hazája színeiben. Első mérkőzését Anglia ellen játszotta. 1967-ben játszott a híres mérkőzésen, ahol Skócia 3–2-es győzelmet aratott a világbajnok Anglia felett a Wembley-ben. A mérkőzés után a skótok kinyilvánították magukat az új nem hivatalos világbajnokoknak.
1973-ban McCreadie visszavonult az aktív játéktól, és csatlakozott a Chelsea edzői személyzetéhez. 1975 áprilisában kinevezték a csapat vezetőedzőjének, de ő sem tudta megakadályozni az ekkor mélyponton levő Chelsea kiesését a másodosztályba. McCreadie azonban újraépítette a csapatot - elvette a csapatkapitányságot Harris-től, és átadta a posztot a 18 éves Ray Wilkinsnek - és pénzköltés nélkül összehozott egy fiatalokból és veteránokból egyaránt álló keretet. A Chelsea 1977-ben visszakerült az élvonalba. Ugyanebben az évben McCreadie bizarr körülményekk között elvesztette állását a klubnál. A feljutás után kért egy autót a csapattól, azonban ezt az elnök, Brian Mears elutasította, McCreadie pedig lemondott. Mears ekkor mégis felajánlotta az autót, a skót viszont nem ment vissza a csapathoz.
McCreadie az észak-amerikai bajnokságban vállalt állást az 1970-es évek végén, ahol kinevezték a Memphis Rogues edzőjének. A csapatban 1979-ben egy mérkőzést is játszott. Később a Cleveland Force menedzsere volt, mielőtt 1985-ben végleg visszavonult a labdarúgástól. McCreadie továbbra is az Amerikai Egyesült Államokban él.

## Sikerei, díjai

### Chelsea
- 1965 – Angol ligakupa
- 1970 – FA-kupa